# Ronald MacDonald (athlétisme)
Pour les articles homonymes, voir Ronald MacDonald et MacDonald.
Ronald MacDonald, né le 19 septembre 1874 et mort le 3 septembre 1947, est un athlète canadien, notamment vainqueur du deuxième Marathon de Boston en 1898.

## Jeunesse
Ronald MacDonald est né à Fraser's Grant, dans le comté d'Antigonish, en Nouvelle-Écosse. Son père est décédé en mer lorsque MacDonald avait douze ans, après quoi sa mère fait déménager la famille à Cambridgeport, dans le Massachusetts, où vivaient des parents. MacDonald travaille comme monteur de lignes téléphoniques pour la New England Telephone and Telegraph Company, et plus tard dans le magasin familial sur Cambridge Street. En 1895, il rejoint la Cambridgeport Gymnasium Association avec son frère Alexander. En 1897, il s'inscrit au Boston College en tant qu'étudiant spécial.

## Premier marathon
Le 19 avril 1898, Ronald MacDonald rejoint 25 autres coureurs à Ashland sur la ligne de départ du marathon de Boston. Il mesure 1,67 m, pèse 64 kg et a les cheveux clairs bouclés. C'est son premier marathon et il court en chaussures de vélo. Il court avec prudence en attendant que les meneurs baissent le rythme. Jusqu'à la mi-course, il reste deux 2 à 3 milles (4,8 km) derrière les leaders, puis commence à pousser le rythme. Il poursuit Hamilton Gray, le champion de cross-country de New York, dans les descentes dans la dernière partie de la course et le dépasse dans les derniers kilomètres. MacDonald fait tout le long du trajet sans s'hydrater une fois. Il termine en 2 h 42 min, trois minutes plus vite que Gray, 13 minutes plus vite que l'année précédente, et un temps considéré comme le meilleur mondial à l'époque pour une distance d'environ 25 milles (40,2336 km). MacDonald et Gray se sont serré la main après la course.

## Représentation olympique
Ronald MacDonald représente le Canada aux Jeux olympiques d'été de 1900 à Paris. MacDonald est aligné pour le marathon, mais termine le dernier des sept finisseurs. Il se plaint que les trois premiers coureurs, qui sont français, auraient pris des raccourcis, et que seuls lui et un Américain auraient effectivement parcouru toute la distance. Aucune preuve n'est cependant apportée et il n'y a aucune disqualification.

## Retour à Boston
En 1901, MacDonald retourne au marathon de Boston avec confiance en déclarant qu'il gagnerait et battrait le record de Jack Caffery, un autre Canadien, qui avait couru 2 h 39 min 44 s l'année précédente. MacDonald rejoint les 37 autres coureurs ce jour-là et a court dans le top 4 pendant la majeure partie de la course. Malheureusement, MacDonald est pris de crampes et doit se retirer de la course, à cause d'une éponge imbibée de chloroforme qu'il a acceptée sans le savoir d'un spectateur.
MacDonald revient au marathon de Boston en 1902. Il fait partie des favoris avec Sammy Mellor, qu'il avait devancé de 10 secondes lors de la course de 19 milles (30,6 km) de Thanksgiving à Hamilton, Ontario, aussi appelée Around the Bay Road Race. MacDonald et Mellor courent côte à côte à Boston jusqu'au 12e mille. Malheureusement, après la mi-course, dans les Newton Hills, MacDonald connaît des difficultés, marche pendant un certain temps puis se retire de la course, qui est remportée par Mellor en 2 h 43 min 12 s.
En 1905, MacDonald est un coach du coureur du marathon de Boston Robert Fowler, qui finit troisième. Fowler lui reproche ensuite de lui avoir conseillé de rester avec le médaillé d'or olympique Thomas Hicks, qui a fini par faire une mauvaise course.

## Inscription à l'université
MacDonald est retourne en Nouvelle-Écosse en 1901 où il s'inscrit à l'Université St. Francis Xavier à Antigonish en tant qu'étudiant en médecine. Il continue à gagner de nombreuses courses et à établir des records canadiens et mondiaux.
En 1902, il organise la première compétition en salle jamais tenue dans l'Est du Canada, à laquelle il participe aussi. Il y remporte le 3 milles (4,83 km) en 15 min 38 s, un nouveau record canadien en salle, et en battant John Lordan, un coéquipier de la Cambridgeport Gymnasium Association qui remporte le marathon de Boston un an plus tard.
En 1903, il bat le vainqueur du marathon de Boston de 1899, Lawrence Brignolia, dans un 5 milles (8,05 km). Plus tard cette année-là, il entre à la faculté de médecine du Tufts Medical College et obteint son diplôme en 1907. Après une année de travail postdoctoral à l'Université Harvard, il accepte un poste de médecin généraliste dans la péninsule de péninsule de Port-au-Port.
Le 18 août 1909, Ronald MacDonald court et remporte son dernier marathon à Saint-Jean de Terre-Neuve contre son ancien coéquipier John Lordan sur une piste de six tours au mille au Collège St. Bonaventure devant 3 000 spectateurs. MacDonald avait quatre tours de retard à la marque des vingt milles lorsque Lorden est victime d'un coup de fatigue. Finalement, MacDonald termine 40 yards et dix secondes d'avance sur Lorden, en 3 h 07 min 50 s sur 25 milles (40 km). MacDonald écrit ensuite l'un des premiers livres sur la course à pied, How to Train and Win a Marathon Race.

## Vie après la course de fond
Il vit et pratique la médecine dans la péninsule de Port-au-Port pendant trente ans. Lorsque la carrière de calcaire d'Aguathuna ouvre ses portes, il y accepte un poste de médecin pour les travailleurs de l'installation. En 1913, il épouse Ada Pieroway de Saint George's et ils ont cinq enfants.
En 1938, il retourne à Antigonish avec sa famille pour prendre sa retraite. Souffrant de diabète, il avait pris beaucoup de poids et sa santé s'était détériorée. En 1942, il subit un grave accident vasculaire cérébral et meurt cinq ans plus tard. Il est enterré à Heatherton, en Nouvelle-Écosse, à une courte distance de son lieu de naissance.
MacDonald fait partie des premiers intronisés au Temple de la renommée des sports de la Nouvelle-Écosse (Nova Scotia Sports Hall of Fame) pour l'athlétisme en 1979.